# Furmeyer
Furmeyer ist eine französische Gemeinde mit 175 Einwohnern (Stand: 1. Januar 2022) im Département Hautes-Alpes in der Region Provence-Alpes-Côte d’Azur. Sie gehört zum Arrondissement Gap und zum Gemeindeverband Buëch-Dévoluy.

## Geografie
Furmeyer liegt im Voralpengebiet, etwa 23 Kilometer westlich von Gap. Die Nachbargemeinden von Furmeyer sind Montmaur im Norden und Osten, Châteauneuf-d’Oze im Süden sowie Veynes im Westen und Nordwesten.
Das Dorf Furmeyer liegt auf einem Hochplateau auf 1019 m, die Ortsteile Les Savoyons und Châteluce im Tal des Petit Buëch.
Zu den höchsten Erhebungen des bis auf wenige Rodungsinseln fast vollständig bewaldeten Gemeindeareals zählen:
- Pic de la Fayolle du le Cuchon 1226 m
- Le Fays 1249 m
- Serre la Croix 1326 m
- Le Mias 1612 m

Die höchste (namenlose) Erhebung wird mit 1653 m im äußersten Südostzipfel der Gemeinde erreicht.

## Bevölkerungsentwicklung
| Jahr      | 1962 | 1968 | 1975 | 1982 | 1990 | 1999 | 2006 | 2013 | 2021 |
| --------- | ---- | ---- | ---- | ---- | ---- | ---- | ---- | ---- | ---- |
| Einwohner | 102  | 110  | 110  | 125  | 140  | 154  | 148  | 141  | 181  |

Im Jahr 1831 wurde mit 275 Bewohnern die bisher höchste Einwohnerzahl ermittelt. Die Zahlen basieren auf den Daten von cassini.ehess und INSEE.

## Sehenswürdigkeiten
- Kirche Saint-Grégoire-le-Thaumaturge
- Kapelle im Ortsteil Les Savoyons

## Wirtschaft und Infrastruktur
In der Gemeinde Furmeyer sind sieben Landwirtschaftsbetriebe ansässig (Getreideanbau, Obstplantagen, Schaf- und Ziegenhaltung).
Durch die Gemeinde Furmeyer führt die Fernstraße D 94 / D 944 von Gap nach Nyons. Von Furmeyer ausgehend, verläuft die Hauptstraße D 20 über den Pass Col des Guérins nach Vitrolles im Durancetal. Der nächste Bahnhof befindet sich im drei Kilometer entfernten Veynes an der Bahnstrecke nach Gap.

## Belege
1. ↑  Furmeyer auf cassini.ehess
2. ↑  Furmeyer auf INSEE
3. ↑  Landwirtschaftsbetriebe auf annuaire-mairie.fr (französisch)